# Deutschvolk
Deutschvolk war der Name eines deutschen völkisch-religiösen Vereins.
Dieser wurde im März 1930 von Mathilde Ludendorff und Erich Ludendorff gegründet und sollte die Deutschen, welche bereits eine Einheit zwischen Glauben und „Rasse“ geschaffen hätten, in sich versammeln. Am 22. September 1933 wurde der Verein gemeinsam mit dem Tannenbergbund durch die Nationalsozialisten verboten. Im Historischen Lexikon Bayerns wird das Deutschvolk als „religiöse Sekte“ bezeichnet.
Er war der direkte Vorgänger des heutigen Bundes für Gotterkenntnis.
Die Vereinszeitschrift hieß Am heiligen Quell Deutscher Kraft.